# Кефели, Евгений Ильич
Евге́ний Ильи́ч Кефели́ (31 мая [12 июня] 1895, Симферополь — 30 сентября 1954, Киев) — советский врач-терапевт, кандидат медицинских наук, доцент. 

## Биография
Родился 31 мая (12 июня) 1895 года в Симферополе в семье запасного лекаря военно-медицинского ведомства, севастопольского потомственного почётного гражданина Ильи Фёдоровича (Юфудовича) Кефели и его жены Эмилии Альбертовны. После окончания мужской казённой гимназии поступил на медицинский факультет Императорского университета Святого Владимира в Киеве. В 1913 году, будучи студентом, принимал участие в медицинском обеспечении боевых действий Заамурской пограничной дивизии, за что был награждён Георгиевской медалью 4-й степени. Окончил университет в 1919 году.
В 1921–1923 годах работал преподавателем анатомии на кафедре анатомии и физиологии Златопольского института народного образования. С 1934 по 1954 год — доцент кафедры госпитальной терапии 1-го Киевского медицинского института. В январе—октябре 1941 года исполнял обязанности директора 1-го Киевского мединститута. Во время Великой Отечественной войны в августе 1941 года был эвакуирован в Харьков, где временно исполнял в октябре 1941 и ноябре 1943 года обязанности директора объединённого Киевского государственного мединститута, созданного на военный период из сотрудников и студентов 1-го и 2-го Киевских мединститутов. В октябре 1944 года командирован в Черновцы для организации работы 2-го Киевского мединститута (с ноября 1944 года — Черновицкий мединститут). Временно исполнял обязанности директора (ректора) мединститута с 10 октября 1944 по 13 января 1945 года. Уволившись, вернулся к работе на кафедре анатомии 1-го Киевского мединститута.
С 1949 года — главный терапевт Министерства здравоохранения УССР. Организатор терапевтической службы. В 1952—1954 годах — главный терапевт МВД УССР.
Имел воинское звание майора медицинской службы.
Умер 30 сентября 1954 года в Киеве. Похоронен на Лукьяновском кладбище (участок № 11).

### Семья
- Отец — Илья Фёдорович (Юфудович) Кефели (1860, Бахчисарай — ?), караим, потомственный почётный гражданин, врач в Симферопольском уезде (Зуя, Бахчи-Эли), выпускник херсонской гимназии и медицинского факультета Императорского Харьковского университета (1887)[9][10][11].

- Сын — Игорь Евгеньевич Кефели (1920—1980), доктор медицинских наук, профессор Киевского медицинского института.

- Брат — Александр Ильич Кефели (1889, с. Зуя Симферопольского уезда — ?), действительный член Научно-исследовательского аэроинститута, доцент Учебного комбината гражданского воздушного флота (Ленинград)[13].
- Сестра — Елена Ильинична Кефели (1901—?), окончила Крымский педагогический институт, во время оккупации Симферополя работала учителем русского языка и литературы в средней школе № 8. С 1944 — преподаватель кафедры русского языка Крымского пединститута. Соавтор «Учебника русского языка для татарской начальной школы: 3-й год обучения рус. яз.» (1933) и «Учебника русского языка. Для неполной сред. и сред. школы. Ч. 2. Синтаксис» (1940)[14][15].

## Награды
- Георгиевская медаль 4-й степени.
- Орден «Знак Почёта»[7].
- Медаль «За победу над Германией в Великой Отечественной войне 1941—1945 гг.»[8]